# Carlo Alberto Salustri
Carlo Alberto Camillo Mariano Salustri (né le 26 octobre 1871 à Rome et mort le 21 décembre 1950 dans cette même ville), connu sous le nom de plume  de Trilussa (anagramme de son nom Salustri), est un poète italien, célèbre pour ses œuvres en dialecte romanesco (dialecte parlé à Rome) de haute tenue littéraire.

## Biographie
Trilussa grandit orphelin de père au sein d'un milieu extrêmement pauvre. En effet, Carlo Alberto Camillo Mariano Salustri naît le 26 octobre 1871 à Rome avant d'être baptisé le 31 auprès de l'église San Giacomo in Augusta. Il est le second enfant de Vincenzo Salustri, domestique originaire d'Albano Laziale, et de Carlotta Poldi, couturière originaire de Bologne. Une année après, en 1872, sa sœur Elisabetta meurt à l'âge de 3 ans à cause d'une diphtérie et deux ans après, le 1er avril 1874, son père Vincenzo décède en le laissant orphelin de père. Carlotta Poldi et le petit Carlo déménagent après la mort de Vincenzo en via Ripetta où ils vivent pendant quelques mois avant d'être accueilli chez le marquis Ermenegildo Del Cinque Quintili, parrain de Carlo et très lié à la famille car Vincenzo avait été son domestique.
Il fait des études irrégulières et débute très jeune, en 1887, avec des poesiole écrits en romanesco dans Il Rugantino de Luigi Zanazzo. Plus tard, il écrit également dans le Don Chisciotte, il Capitan Fracassa, Il Messaggero et Il Travaso delle idee. Puis, son inspiration, avant tout satirique, s’affine très vite, trouvant sa pleine mesure dans la peinture des mœurs sous forme de fables moralisantes à la manière d’Ésope. Quaranta sonetti (1895), Favole romanesche (1900), Caffè-concerto (1901), Er serrajo (1903), Ommini e bestie (1908), Le storie (1915), Lupi e agnelli (1919), Le cose (1922), La gente (1927) et beaucoup d’autres.
Dans une langue pleine de finesse, avec quelques emprunts au dialecte bourgeois, Trilussa est le chroniqueur de la vie romaine et italienne sur près de cinquante années, de l’époque de Giolitti jusqu’aux années du fascisme et de celles de l’après-guerre. La corruption des politiciens, le fanatisme des chefs, les intrigues des possédants, sont quelques-unes de ses cibles favorites.
Mais la satire politique et sociale, menée d’ailleurs avec un certain scepticisme désinvolte, n’est pas l’unique sujet d’inspiration de Trilussa : les moments de mélancolie crépusculaire sont fréquents, ainsi que ceux de réflexion triste, ici et là corrigée par des pointes d’ironie sur les amours qui passent, sur la solitude qui rend la vieillesse amère et vide (les modèles sont, dans ce cas, Lorenzo Stecchetti et Guido Gozzano).

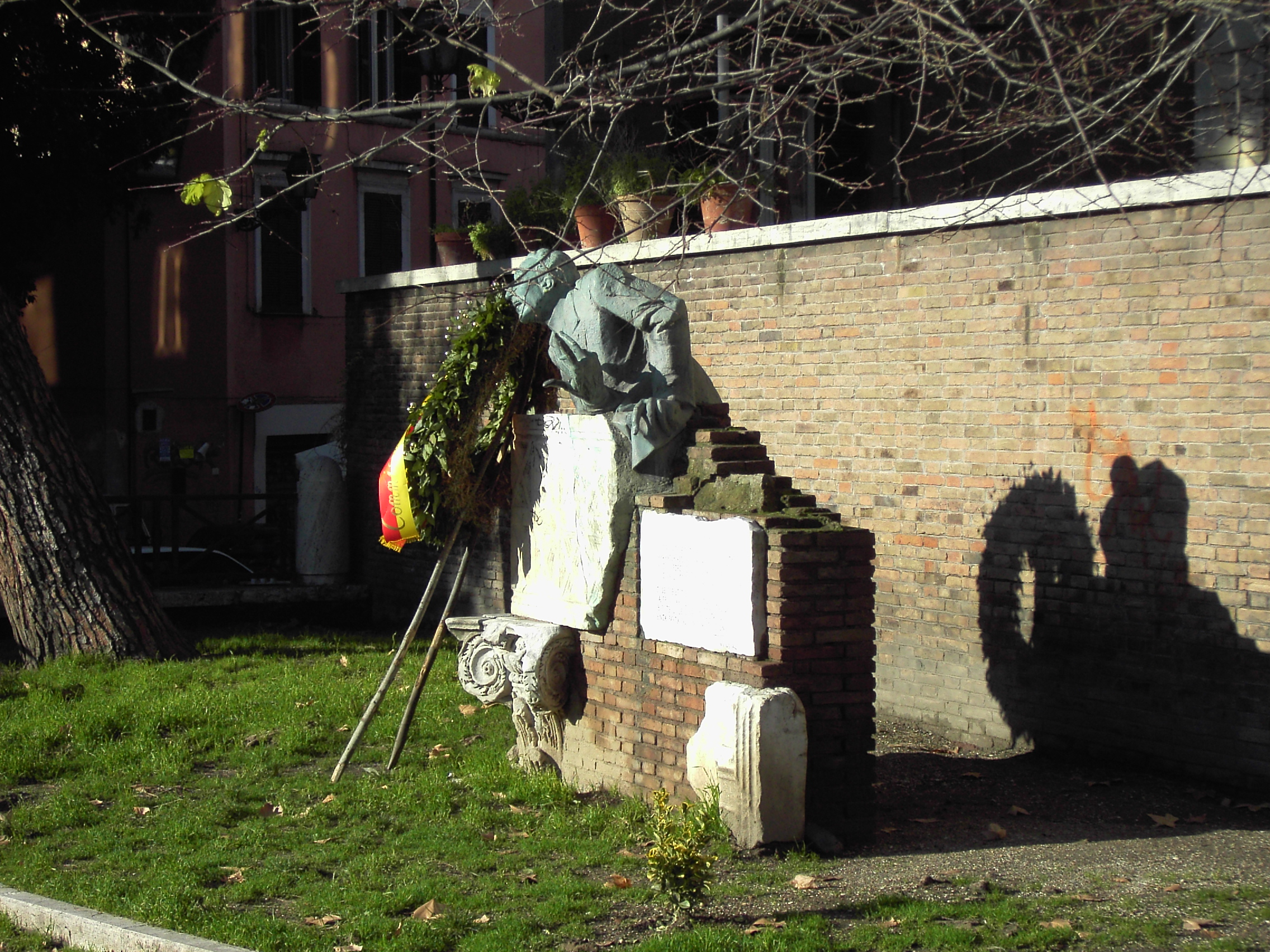
Monument à Trilussa dans le quartier Transtévère.

Personnage très populaire, Trilussa tire ses gains d’éditoriaux et de prestations journalistiques : c’est un fin diseur de ses vers et, en tant que lecteur de poèmes, il fait de longues tournées en Italie et à l’étranger. Le recueil de Tutte le poesie est une œuvre posthume de 1951, à l’initiative de Pietro Pancrazi, avec des dessins de l’auteur.
Le président de la république Luigi Einaudi le nomme sénateur à vie le 1er décembre 1950, vingt jours avant sa mort. Malade depuis longtemps et conscient d’une fin imminente, mais avec les mêmes traits d’esprit, le poète dit : « on m’a fait sénateur à mort ».